# Irina Giurgiu
Irina Giurgiu (n. 30 septembrie 1991) este o fostă jucătoare și antrenoare de fotbal feminin din România, antrenor secund la Echipa Națională de Fotbal Feminin. Are 32 de ani și este căsătorită, fiind și mamă a unei fetițe.
A fost coordonator pe dezvoltarea fotbalului feminin în cadrul Federației Române de Fotbal. A activat ca antrenor secund al Naționalei de Senioare și a fost antrenor principal al Naționalelor U16 și U17. De asemenea, este implicată și în antrenarea propriului club de fotbal feminin, ACS Dream Team București.
Obținând Licența UEFA Pro, a devenit prima femeie antrenor din România care a reușit acest lucru.
După șase ani în handbal, unde a câștigat titlul de campioană națională la Junioare I, alături de CSȘ 2 Baia Mare, a decis să renunțe la acest sport pentru a se dedica fotbalului la AS Independența Baia Mare, echipă la care evolua deja și sora sa.
După doi ani ca jucătoare, a antrenat grupa de junioare a clubului. Ulterior, în 2014, a preluat echipa de senioare, devenind antrenor și jucător.
În timpul colaborării cu AS Independența Baia Mare, a participat ca voluntar în taberele organizate de Federația Română de Fotbal. Aceste activități de voluntariat au condus la propunerea de a fi antrenor secund la Echipa Națională U19 în 2014, iar mai târziu să lucreze ca antrenor secund la Echipa Națională de Senioare, funcție pe care o deține și în prezent. De asemenea, a preluat rolul de antrenor principal la Naționala U15 în 2016 și la Naționala U17 în 2017.
Din 2016 este coordonator pe dezvoltarea fotbalului feminin la Federația Română de Fotbal.
Alături de soțul ei, au fondat clubul de fotbal feminin ACS Dream Team București.
După absolvirea liceului, s-a concentrat pe dezvoltarea profesională, urmând cursurile de licență la Facultatea de Educație Fizică și Sport din Baia Mare, apoi un master la Facultatea de Geografie, Turism și Sport din Oradea. De asemenea, a studiat la Școala de Antrenori ”Ioan Kunst Ghermănescu” din București. A obținut Licența B UEFA, apoi Licența A, și din acest an deține Licența UEFA Pro.